# Мартинес, Ксавье
Хавьер Тимотео Мартинес (исп. Xavier Timoteo Martínez; Гвадалахара, Мексика, 7 февраля 1869 — 13 января 1943, Кармел, Калифорния, США) — американский художник мексиканского происхождения, работавший в Калифорнии в конце 19-го и начале 20-го века. Был известным богемным деятелем в Сан-Франциско, большая часть его картин была написана в Ист-Бэй и на полуострове Монтерей, он также был одним из основателей двух организаций художников Калифорнии и художественной галереи Калифорнии. Писал картины в стиле тонализма, а также занимался монотипией, офортами и серебряной иглой.

## Детство
Родился в Гвадалахаре.
Его отец был мексиканецем, а мать испанкой.
Начал писать портреты своих одноклассников и учителей в молодом возрасте, когда был учеником в государственной школе в своем родном городе. После уроков школе он работал в книжном магазине своего отца в качестве переплетчика и печатника. Он самостоятельно выучил французский язык и сам писал стихи, вдохновилялся стихами немецких поэтов Гёте, Шиллера и французских поэтов.
В своих более поздних автобиографических произведениях он вспоминает, как мать учила его астрономии в часности движению небесных тел, когда ему было 10 лет. К нему пришло понимание, что именно в этот момент он осознал ритм порядка вещей.
В возрасте 13 лет он начал посещать учебное заведение для мальчиков Лисео де Варонес, где изучал археологию доколумбовых цивилизаций(Майя и Ацтеков) и этнологию племени Пурепеча.
Он преуспел в изучении индейского искусства, а также написал маслом копию картины «Погребения» Тициана.

## Молодые годы
Его родная мать умерла когда ему было 17 лет, после смерти его усыновила аристократка по имени Розалия Ла Бастида де Кони (1844–1897), она была замужем за американцем Александром К. Кони (1847–1930), который работал в министерстве иностранных дел Мексики. Когда Александр де Кони был назначен генеральным консулом Мексики и отправлен в Сан-Франциско в 1886 году, а в 1893 они забрали с собой Ксавье.
По прибытии в Сан-Франциско в 1893 году художник поступил в Калифорнийскую школу дизайна, также известную как Институт искусств Марка Хопкинса или Институт искусств Сан-Франциско (SFAI). В 1895 году он получил Золотую медаль Эвери по живописи и почетное упоминание по рисунку. Он окончил обучение в 1897 году, некоторое время работал помощником руководителя института Артура Фрэнка Мэтьюза и стал членом Богемского клуба.

## Сан-Франциско с 1893 по 1897 год
После прибытия в Сан-Франциско Мартинес поступил в Калифорнийскую школу дизайна, также известную как Институт искусств Марка Хопкинса. Он окончил его с отличием и получил Золотую медаль Эйвери за выдающиеся достижения во всех художественных техниках. Он сразу же получил предложение стать помощником директора института Артура Фрэнка Мэтьюза. Он стал членом закрытого Богемского клуба.

## Париж с 1897 по 1901 год
Он учился в Школе изящных искусств Atelier Gerome. В 1898 году он отправил несколько картин с изображением парижских сцен в Богемский клуб на выставку. В число этих сюжетов входили Иль де Корбо, Рынок в Арсусил-Кашан и Люксембургский сад недалеко от Пон-Нёфа.
Мартинес после поступил в Парижскую школу изящных искусств, Ателье Жерома в 1897 году. В 1898 году он отправил несколько картин с парижскими видами обратно в Богемский клуб для выставки в Сан-Франциско. Он наслаждался обществом Анри Матисса и окончил Школу в 1899 году.
В 1900 году он поступил в Академию Эжена Карьера, и его «Портрет мисс Мэрион Холден» — тональная работа, схожая по сюжету на «Мать» Уистлера — получила почетное упоминание на мексиканской экспозиции на Парижской международной выставке. Он получил почетное место на Всемирной выставке 1900 года за свою картину Мэрион Холден.
В 1901 году он вернулся в Сан-Франциско, делил художественную студию с Готтардо Пьяццони, и в том же году стал натурализованным гражданином Соединенных Штатов. Он позиционировал себя как портретист, но также писал и тональные пейзажи. В следующем году он помог основать Калифорнийское общество художников учасниками которого были Г. Пьяццони, Мейнард Диксонон, Чарльз Питер Нильсон и другие художниками, которые были недовольны Ассоциацией искусств Сан-Франциско. Их первая и единственная выставка включала семнадцать работ Мартинеса, в основном изображающие французские сцены.

## Личная жизнь
После землетрясения 1906 года он переехал через залив в город Пьемонт, Калифорния, там он встретил Элси Уитакер, которая была на 20 лет моложе его, дочь писателя Германа Уитакера. 17 октября 1907 года он женился на Элси Уитакер в Окленде. После медового месяца в Кармел-бай-зе-Си они начали строить студию в Пьемонте. Летом 1909–1914 годов они арендовали дом в Кармеле, чтобы Мартинес мог преподавать искусство в отеле Del Monte.
13 августа 1913 года у Мартинесов родилась дочь: Микаэла Мартинес.В будущем она стала прекрасным художником, обучаясь живописи у Виктора Арнаутоффа и скульптуре у Ральфа Стэкпола; позже она изучала скульптуру у Рут Крават. В 1944 году она вышла замуж за художника Ральфа Дюкасса и сменила имя на Микаэла Мартинес Дюкасс. В 1923 году Элси и Хавьер Мартинес расстались.

## Творчество
Был другом художника Мейнарда Диксона вместе с ним он путешествовал в Монтерей и Пойнт-Лобос в поисках сюжетов и вдохновения своих работ.
В 1904 году делил свою мастерскую на Монтгомери-стрит с Мейнардом Диксоном; они также проводили совместные студийные выставки по субботам. Они оба отправились в Аризону и Тепик, Мексика, в апреле 1905 года; по возвращении из путешествия Мартинес провел несколько выставок своих картин.
В 1905 году он провел два месяца в Гвадалахаре с Мейнардом Диксоном. По возвращении в Сан-Франциско провел ряд выставок, а также устроил одну в Нью-Йорке, сделав акцент на недавней мексиканской жанровой живописи. В том же году он создал картину, которую критик назвал «шедевром», дав ей название «Молитва Земли» от своего друга-поэта Джорджа Стерлинга.
Постоянные коллекции картин Ксавьера Мартинеса хранятся в следующих музеях: Музей искусств Крокера в Сакраменто, Калифорния, Музей изящных искусств Сан-Франциско, Музей искусств Гвадалахары, Музей искусств колледжа Миллса, Оклендский музей в Калифорнии.
Помимо всего писал стихи. Под влиянием поэта Джорджа Стерлинга, Мартинес писал стихи. Его стихотворение «Mictlan» было выбрано для публикации в престижной антологии 1925 года «Continent's End: An Anthology of Contemporary California Poets» Книжного клуба Калифорнии.
В течение последних двух десятилетий своей жизни Мартинес все больше интересовался проблемами коренного мексиканского наследия.
Публиковал стихи и философские труды в колонке под названием «Notas de un Chichimeca» в испаноязычной газете Сан-Франциско.

## Смерть
В 1941 году Мартинес сильно заболел. Последние месяцы провел с семьей в Кармел-Бей.